# Planungsverband Ballungsraum Frankfurt/Rhein-Main

Logo

Der Planungsverband Ballungsraum Frankfurt/Rhein-Main war eine Körperschaft des Öffentlichen Rechts und Träger der Flächennutzungs- und Landschaftsplanung im Ballungsraum um Frankfurt am Main. Darüber hinaus war er ein wichtiger Akteur auf dem Feld der interkommunalen Kooperation und Initiator zahlreicher Projekte im Stadt-Umland-Bereich von Frankfurt. Das „Gesetz über die Metropolregion Frankfurt/Rhein-Main“ vom 8. März 2011 regelt die Rechtsnachfolge des Planungsverbandes Ballungsraum Frankfurt/Rhein-Main. 

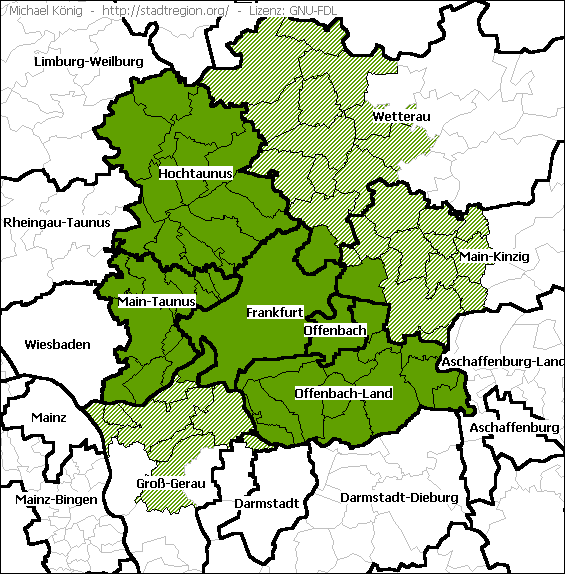
Mitgliedsgemeinden des ehemaligen Planungsverbands. Gemeinden, die bereits im früheren Umlandverband Mitglied waren, sind dunkler dargestellt.

Der neue Verband heißt seit dem 1. April 2011 Regionalverband FrankfurtRheinMain.

## Rechtliche Grundlage
Der Verband wurde zum 1. April 2001 durch ein hessisches Landesgesetz gegründet. Grundlage war das „Gesetz zur Stärkung der kommunalen Zusammenarbeit und Planung in der Region Rhein-Main“ (Ballungsraumgesetz, BallrG) vom 19. Dezember 2000. Dieses sah außerdem neben einem aus Oberbürgermeistern und Landräten bestehenden Rat der Region, der für die strategische Steuerung der innerregionalen Kooperation zuständig sein sollte, von den betroffenen Kommunen einzurichtende „freiwillige“ Zweckverbände vor. Diese sollten die zuvor dem Umlandverband Frankfurt obliegenden Trägerschaftsaufgaben, befreit von der Restriktion, nur innerhalb des Verbandsgebietes tätig zu sein, ablösen.
Der zweite Artikel des Gesetzes (Gesetz über den Planungsverband Ballungsraum Frankfurt/Rhein-Main, PlanvG) regelte die Gründung des Planungsverbands als dritter Säule der regionalen Organisation.
Der Planungsverband war Rechtsnachfolger des durch das Ballungsraumgesetz aufgelösten Umlandverbands Frankfurt (UVF), eines Stadt-Umland-Verbands, der seit seiner Gründung 1975 für überkommunal bedeutende Planungs-, Trägerschafts- und Durchführungsaufgaben in der Stadtregion verantwortlich war.

### Struktur der Metropolregion FrankfurtRheinMain nach dem Ballungsraumgesetz 2000
Der ehemalige Umlandverband war parteipolitisch sehr umstritten und wurde vor allem von den bürgerlichen Parteien in Frage gestellt. Nach deren Regierungsantritt in Hessen 1999 wurde auf eine Auflösung des UVF hingearbeitet, um Kompetenzen an die Gemeinden und Landkreise zurückzugeben. Die durch das Ballungsraumgesetz geschaffenen Strukturen waren weit weniger verbindlich als die früheren. Auch hatte der Planungsverband deutlich weniger Kompetenzen als der vorherige Umlandverband, da er im Gegensatz zum Umlandverband (Mehrzweckpflichtverband) nur noch den Charakter eines Pflichtverbandes für Planungsaufgaben hatte.

Struktur der Region Rhein-Main nach dem Ballungsraumgesetz 2000

## Mitglieder
Dem Planungsverband gehörten neben Frankfurt und Offenbach sowie 73 weitere Kommunen an. In Art. 1 § 2 des BallrG wurde die gesetzliche Abgrenzung des Ballungsraumes Frankfurt/Rhein-Main mit diesen 75 Kommunen definiert. Sie deckt sich nicht mit der Ausdehnung der Metropolregion FrankfurtRheinMain. Das Verbandsgebiet umfasste vielmehr die engere Stadtregion Frankfurt sowie nördlich daran angrenzende ländlich geprägte Räume im Hintertaunus und in der Wetterau.
Mitgliedskommunen waren die kreisfreien Städte Frankfurt am Main und Offenbach am Main, sämtliche Gemeinden der Kreise Main-Taunus, Hochtaunus und Offenbach, der nördliche Teil des Kreises Groß-Gerau um Rüsselsheim am Main, der westliche Teil des Wetteraukreises (die Gemeinden des früheren Landkreises Friedberg) sowie der westliche Teil des Main-Kinzig-Kreises (ehemaliger Landkreis Hanau) mit der Sonderstatusstadt Hanau. Der Verband schloss sich ausschließlich aus den Städten und Gemeinden zusammen, nicht aus den Landkreisen.
Die Kernstädte am Rande des Rhein-Main-Verdichtungsraums und ihre jeweiligen Umlandregionen waren nicht Mitglied im Planungsverband, auch nicht die auf hessischem Gebiet liegenden Großstädte Wiesbaden und Darmstadt.

## Aufgaben
Die Aufgaben des Planungsverbands bestanden nach § 2 PlanvG im Vergleich zum Vorläufer Umlandverband aus folgenden Aufgaben:
1. Aufstellung des Regionalen Flächennutzungsplans (RegFNP) für die 75 Mitgliedsgemeinden;
2. Erstellung des Landschaftsplans für das Verbandsgebiet nach § 4 Abs. 2 des Hessischen Naturschutzgesetzes;
3. Mitwirkung bei der interkommunalen Zusammenarbeit.

## Organe
Der Planungsverband besitzt eine Verbandskammer als Beschlussgremium und einen Verbandsvorstand als Leitungsgremium.
Als Parlamentarisches Organ und Beschlussgremium des Verbandes fungierte die Verbandskammer, die einmal im Monat in einem Plenarsaal im Frankfurter Römer tagte. Das Leitungsgremium, der Verbandsvorstand bestand aus einem Verbandsdirektor, einem hauptamtlichen Ersten Beigeordneten sowie einem ehrenamtlichen Beigeordneten.
In die Verbandskammer wurde je ein Delegierter aus jeder Mitgliedskommune entsandt, die jedoch, je nach Einwohnerzahl der Kommunen, unterschiedlich viele Stimmen hatten. Der Vertreter der Stadt Frankfurt hatte zwölf, der von Offenbach vier, der Hanaus drei, die Vertreter von Bad Homburg und Rüsselsheim je zwei, die übrigen Kommunen eine Stimme. Die Rückkehr zum Delegiertenprinzip spiegelte die geringeren Kompetenzen des neuen Verbands wider; der Verbandstag des UVF wurde noch direkt von den Bürgern gewählt.
Der Verband hatte seinen Sitz in der Nähe des Hauptbahnhofs in Frankfurt.